# Будинок колишньої лазні «Нептун» садиби Зафранів
Будинок колишньої лазні «Нептун» садиби Зафранів — пам'ятка архітектури місцевого значення на вул. Гетьмана Сагайдачного в Рівному.

## Опис
Збудований на поч. ХХ ст. на колишній вулиці Гауптвахтній, якої нині не існує. Єдиний вцілілий будинок із великої садиби Зафранів у Рівному.

## Історія
Будинок був приватною власністю родини заможного єврея Арії Лейби Іолевича Зафрана — місцевого власника нерухомості і мецената. Будинки лазні і театру Зафрана, що був неподалік, були окрасою Рівного першої половини ХХ століття.
Крім лазні, на першому поверсі будинку розміщувалися квартири, в яких мешкала сім'я сестри Зафрана. Громадська лазня мала загальну залу та окремі кімнати з ваннами, що вважалося ознакою розкоші в той період. Основними відвідувачами закладу були заможні представники єврейської громади, оскільки гігієнічні послуги були відносно дорогими.
Під час Першої світової війни на власників нерухомого майна були накладені великі податки. Податкове відомство оцінило театр Зафранів в 10000 рублів, а лазню — в 16000 рублів. У 1917 році родина Зафранів намагалася оскаржити розмір податку на нерухомість, однак результат цього звернення невідомий.

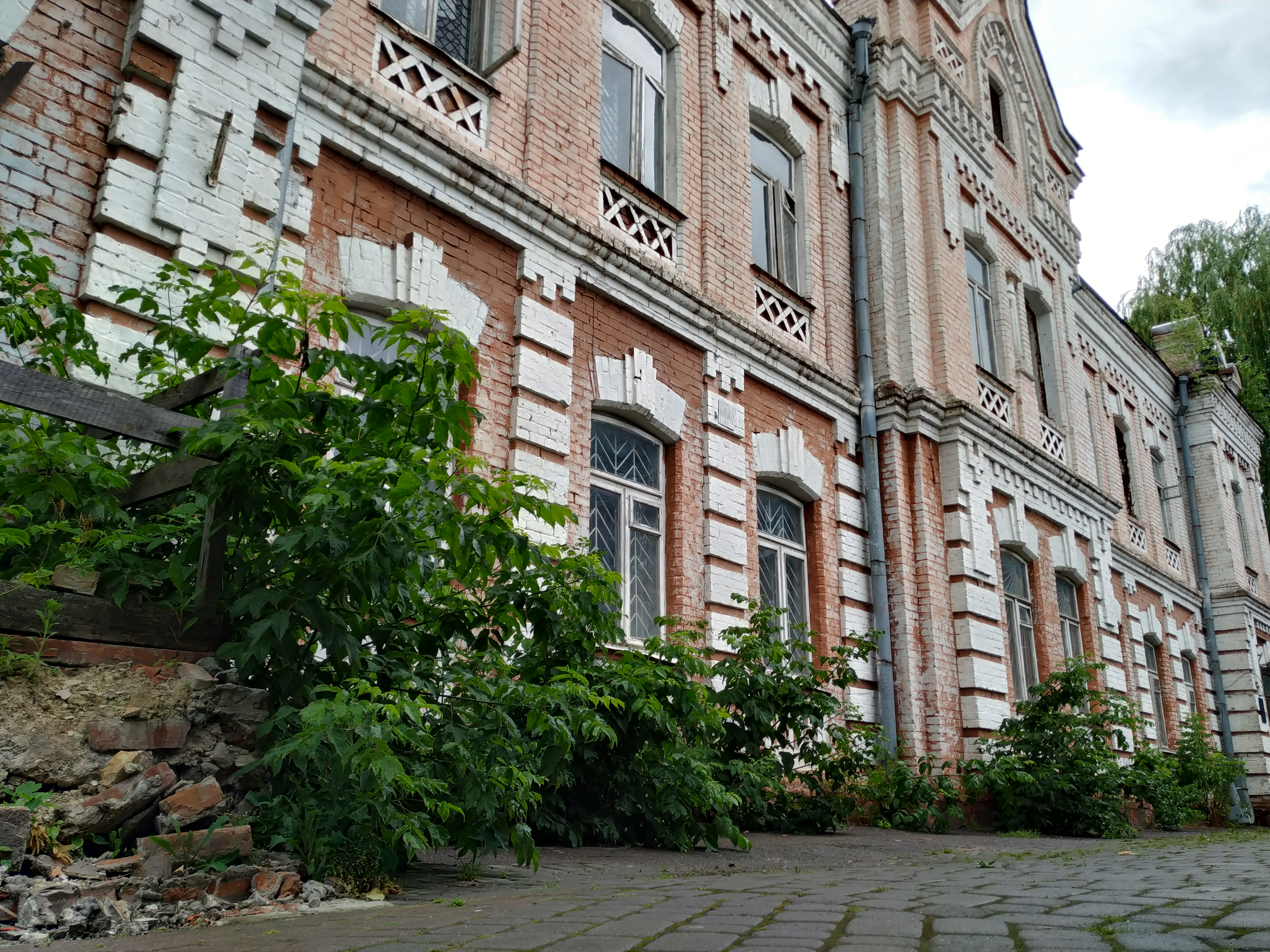

У 1939 році, після встановлення радянської влади, майно родини Зафранів було націоналізовано. Їм було заборонено залишатися в Рівному, а будівлю лазні перебудували для потреб радянських установ, зокрема для розміщення редакції комсомольської газети «Зміна».

## Сучасність
У 2017 році будівля отримала статус пам'ятки архітектури місцевого значення. Згідно Наказу Мінкультури від 20.02.2018 № 150 будинок отримав охоронний номер 3-Рв.
У березні 2023 року у Рівному відбувся круглий стіл за участі краєзнавців та архітекторів, де обговорювали питання реставрації будинку його власником — Василем Гайдуром.